# Max Leitterstorf
Max Peter Leitterstorf (* 30. Juni 1985 in Bonn) ist ein deutscher Wirtschaftswissenschaftler und Politiker (CDU). Seit dem 1. November 2020 ist er Bürgermeister der Stadt Sankt Augustin.

## Leben
Leitterstorf wuchs in Sankt Augustin-Niederpleis auf und machte sein Abitur am dortigen Albert-Einstein-Gymnasium. Anschließend studierte er Betriebswirtschaftslehre und arbeitete von 2008 bis 2014 als Strategieberater bei der Boston Consulting Group. 2013 promovierte er mit Summa cum laude zu Familienunternehmen an der WHU – Otto Beisheim School of Management in Vallendar und übernahm dort 2014 eine Juniorprofessur zu diesem Thema. Im Sommersemester 2019 hatte Leitterstorf Lehraufträge an der Hochschule Bonn/Rhein-Sieg in Sankt Augustin, an der er am 1. August 2019 Professor für Rechnungswesen wurde.
Er ist verheiratet, hat drei Kinder und lebt in Hangelar.

## Politik
Im Vorfeld der Kommunalwahlen 2020 setzte sich Leitterstorf parteiintern gegen drei weitere Kandidaten durch und wurde im Oktober 2019 als Bürgermeisterkandidat der CDU Sankt Augustin nominiert. Bei der Wahl am 13. September gewann er mit 53,4 % der Stimmen gegen seinen Kontrahenten Marc Knülle (SPD). Er trat am 1. November die Nachfolge von Klaus Schumacher (CDU) an, der nach 21 Jahren im Amt nicht wieder angetreten war.

## Publikationen (Auswahl)
- Max Peter Leitterstorf: IPO financing of family firms. Vallendar 2013 (Dissertation).
- Faszination Familienunternehmen: Band 1. WHU Publishing, Hamburg 2017, ISBN 978-3-7439-5409-0 (als Mit-Herausgeber).
- Faszination Familienunternehmen: Band 2. WHU Publishing, Hamburg 2018, ISBN 978-3-7439-9614-4 (als Mit-Herausgeber).
- Max P. Leitterstorf, Nadine Kammerlander, Thilo Wenig: Risiko in Firma und Familie: ein Leitfaden für Unternehmerfamilien. Vallendar 2019.
- Max Leitterstorf, Nadine Kammerlander: Warum Controlling in Familienunternehmen anders ist. In: Controlling & Management Review. Band 64, Nr. 1, Januar 2020.